# لجنة الانتداب الدائم (فلسطين)
تم تأكيد الانتداب البريطاني على فلسطين في عام 1922. تم إضفاء الطابع الرسمي على إدارة الانتداب المدني بموافقة عصبة الأمم في عام 1923 بعد التصديق على معاهدة لوزان.

## خلفية
تحسبا لاستلام الانتداب، تحول البريطانيون من الحكم العسكري إلى الحكم المدني مع تعيين هربرت صموئيل في منصب المفوض السامي اعتبارًا من 1 يوليو 1920. لم يكن لدى اللجنة أول مراجعة رسمية لعملية الانتداب حتى عام 1924 حيث نظروا في التقرير السنوي لعام 1923، بالإضافة إلى التقارير المؤقتة للفترة من 1920 إلى 1922.

## الانتداب مقابل الإعلان
كان الانتداب البريطاني على فلسطين وسيلة لإيصال وعد بلفور.

## التقارير السنوية
أنشأت اللجنة استبيانًا يوضح بالتفصيل المسائل التي يتوقعون تناولها في تقارير الانتداب.

### ممثلي المملكة المتحدة
- 1921–1922، ويليام أورمسبي-غور
- 1922–1936، لورد لوغارد.
- 1939-1936، لورد هيلي ولفترة وجيزة في عام 1939 عاد اللورد هانكي ثم اللورد هيلي.

### جلسات جديرة بالملاحظة
1924: سافر صموئيل إلى جنيف في نوفمبر 1924 لشرح سياسة بريطاني ، وكانت في ذلك الوقت وثيقة تشرشل البيضاء لعام 1922 . استخدمت اللجنة مصطلح "الواجب المزدوج" للإشارة إلى الالتزامات تجاه اليهود وغير اليهود في الانتداب.
1930; استخدم رئيس الوزراء رامزي ماكدونالد عبارة "التعهد المزدوج" في خطابه في مجلس العموم في أبريل 1930، في رسالته عام 1931 إلى حاييم وايزمان وفي وقت لاحق في ورقة باسفيلد البيضاء. في 9 يونيو 1930، حدّد الممثل البريطاني المعتمد، دروموند شيلز، السياسة البريطانية للمصالحة بين الطائفتين. لخصت لجنة الانتداب الدائم أنه "من كل هذه البيانات يظهر تأكيدات يجب التأكيد عليها: (1) أن الالتزامات المنصوص عليها من قبل الانتداب فيما يتعلق بقسمي السكان متساوية في الوزن؛ (2) أنه لا يمكن التوفيق بين اثنين من الالتزامات المفروضة على الدولة المنتدبة. وليس لدى لجنة الانتداب أي اعتراض على إثارة هذين التأكيدين، اللذين يعبّران، في نظرها، بدقة عمّا تتخيله ليكون جوهر الانتداب على فلسطين ويضمن مستقبلها". تم اقتباس هذا لاحقًا في ورقة باسفيلد البيضاء، مع ملاحظة أن: "حكومة جلالة الملك تتفق تمامًا مع معنى هذا التصريح، ومن دواعي ارتياحهم أنها أصبحت موثوقة بموافقة المجلس لعصبة الأمم".

1937: ثبت أن الالتزام لا يمكن الدفاع عنه؛ كما وصفها جيمس رينتون في عام 2007: "إن محاولة خلق رسائل مختلفة لجماهير مختلفة فيما يتعلق بمستقبل نفس المكان، كما جرت المحاولة منذ سقوط القدس، لم تكن مقبولة". وبعد خمسة عشر عامًا من تأكيد الانتداب، أشار تقرير اللجنة الملكية الفلسطينية لعام 1937، وهو أول اقتراح رسمي لتقسيم المنطقة، وأشار إلى المتطلبات على أنها "التزامات متناقضة"، بينما استخدمت لجنة بيل عام 1937 مصطلح "الالتزام المزدوج". وفيما يتعلق بالوضع الأوسع الذي نشأ في فلسطين لاحظ أن "المرض عميق الجذور لدرجة أنه، في قناعتنا الراسخة، يكمن الأمل الوحيد للعلاج في عملية جراحية".
1939: لم ينظر مجلس العصبة في محاضر الدورة السادسة والثلاثين التي استمرت من 8 إلى 29 يونيو 1939، بما في ذلك تقرير اللجنة إلى المجلس، بسبب اندلاع الحرب العالمية الثانية في سبتمبر 1939. من بين الأعضاء السبعة الحاضرين، "لم يشعر أربعة" أنهم غير قادرين على التأكيد على أن سياسة الوثيقة البيضاء كانت متوافقة مع الانتداب، وأن أي استنتاج مخالف يظهر لهم مستبعد بموجب شروط الانتداب ذاتها والنوايا الأساسية لم يتمكن مؤلفوه "وثلاثة" من إبداء الرأي؛ فهم يرون أن الظروف الحالية من شأنها أن تبرر سياسة الوثيقة البيضاء، بشرط ألا يعارضها المجلس". وخلصت اللجنة ككل إلى أن "السياسة المنصوص عليها في الوثيقة البيضاء لم تكن متوافقة مع التفسير، والذي، بالاتفاق مع سلطة الانتداب، وضعت اللجنة على عاتقها الانتداب على فلسطين". ردًا على استنتاجات اللجنة برسالة مؤرخة في 5 أغسطس 1939 إلى مجلس العصبة، أوضحت المملكة المتحدة سبب عدم موافقتها على الاستنتاجات التي توصلت إليها اللجنة.

## ملحوظات
1. ↑  ... لم تكن مهمة لجنة الانتداب الحكم على الحكمة أو العدالة في وعد بلفور أو نتائجه، بل كانت مجرد فحص الإدارة في ضوء الولاية التي نص عليها وعد بلفور. (الصفحة 46)
2. ↑  في عام 1930 أيضًا، عند علمه أن الملك جورج الخامس ملك المملكة المتحدة قد طلب وجهات نظره حول الوضع في فلسطين، كتب جون تشانسيلور، المفوض السامي لفلسطين، رسالة من 16 صفحة عن طريق اللورد ستامفوردهام، سكرتير الملك الخاص. وخلصت الرسالة إلى أن: "حقائق الوضع هي أنه في ضائقة الحرب الرهيبة، قدمت الحكومة البريطانية وعوداً للعرب ووعوداً لليهود لا تتفق مع بعضها البعض وغير قادرة على الوفاء بها. والطريق الصادق هو لنعترف بصعوباتنا وأن نقول لليهود إننا، وفقًا لوعد بلفور، فضّلنا إقامة بيت قومي لليهود في فلسطين وأن الوطن القومي اليهودي في فلسطين قد أقيم بالفعل وسيتم الحفاظ عليه وأنه وبدون انتهاك الشق الآخر من وعد بلفور، ودون المساس بمصالح العرب، لا يمكننا أن نفعل أكثر ممّا فعلنا."[6]

## اقتباسات
1. 1 2  League of Nations. PERMANENT MANDATES COMMISSION. Report on the Work of the Fifth (Extraordinary) Session of the Commission (held at Geneva from October 23rd to November 6th, 1924) نسخة محفوظة 2023-04-10 على موقع واي باك مشين.
2. ↑  MINUTES OF THE THIRTY-SIXTH SESSION Held at Geneva from June 8th to 29th, 1939 نسخة محفوظة 2023-03-11 على موقع واي باك مشين.
3. ↑  QUESTIONNAIRE INTENDED TO ASSIST THE PREPARATION OF THE ANNUAL REPORT OF THE MANDATORY POWERS. نسخة محفوظة 2021-11-29 على موقع واي باك مشين.
4. ↑  Prime Minister's Statement: HC Deb 03 April 1930 vol 237 cc1466-7 نسخة محفوظة 2023-04-08 على موقع واي باك مشين.
5. ↑  Geddes 1991، صفحة 126.
6. ↑  Shlaim 2005، صفحة 251-270: Shlaim quotes: Sir John R. Chancellor to Lord Stamfordham, May 27, 1930, Middle East Archive, St. Antony's College, Oxford.
7. ↑  Renton، James (2007). The Zionist Masquerade: The Birth of the Anglo-Zionist Alliance 1914–1918. Palgrave Macmillan. ISBN:978-0-230-54718-6. مؤرشف من الأصل في 2023-04-24.
8. ↑  Peel Commission Report 1937، صفحة 363.
9. ↑  Peel Commission Report 1937، صفحة 218.
10. ↑  Cleveland، William L.؛ Bunton، Martin (2016). A History of the Modern Middle East. Avalon Publishing. ص. 244. ISBN:978-0-8133-4980-0. مؤرشف من الأصل في 2023-03-27.
11. ↑  Peel Commission Report 1937، صفحة 368.
12. ↑  League of Nations. PERMANENT MANDATES COMMISSION. Report on the Work of the Thirty Sixth Session of the Commission (held at Geneva from June 8th to June 29th, 1939) نسخة محفوظة 2022-10-06 على موقع واي باك مشين.

## روابط خارجية
- التقارير والمحاضر 1922-1939